# Roman Suszko (pułkownik)
Roman Suszko, ukr. Роман Сушко, ps. „Kindrat”, „Sicz” (ur. 9 marca 1894 w Remenowie, gm. Jaryczów Stary, zm. 14 stycznia 1944 we Lwowie) – ukraiński wojskowy i polityk nacjonalistyczny, pułkownik Strzelców Siczowych, w 1939 dowódca kolaborującego z III Rzeszą Legionu Ukraińskiego.

## Życiorys
Ukończył ukraińskie gimnazjum akademickie we Lwowie (1913), wstąpił na Wydział Prawa Uniwersytetu Lwowskiego. Po wybuchu I wojny światowej ochotnik Legionu Ukraińskich Strzelców Siczowych. Jako porucznik drugiej sotni Legionu uczestniczył w walkach koło Makiwki i Łysoni, w latach 1916–1917 w niewoli rosyjskiej, od 1918 współorganizator i późniejszy pułkownik korpusu Strzelców Siczowych, do grudnia 1919 dowódca 11 (2) dywizji Strzelców. W grudniu 1919 internowany przez władze polskie. Od kwietnia 1920 – dowódca 16 brygady w 6 Siczowej Dywizji Strzelców Armii Ukraińskiej Republiki Ludowej. Uczestniczył w polsko-ukraińskim natarciu na Kijów i dalszych działaniach 6 Siczowej Dywizji Strzelców w wojnie polsko-bolszewickiej. W październiku-grudniu 1921 – dowódca II brygady w powstańczej grupie Jurka Tjutjunnyka (II pochód zimowy na Ukrainę sowiecką). Po pobycie w Polsce, emigrował do Czechosłowacji.
Współtwórca Ukraińskiej Organizacji Wojskowej, szef jej wywiadu. Powrócił do Polski na rozkaz UWO, pracował w podziemiu choć miał zalegalizowany pobyt. Krajowy komendant UWO w latach 1927–1928. Aresztowany w listopadzie 1928 w związku z zajściami we Lwowie w dziesięciolecie powstania ZURL, po kilku miesiącach zwolniony z aresztu śledczego. W październiku 1929 ponownie objął kierownictwo UWO (po Omelanie Senyku) i pozostał na tym stanowisku do czerwca 1930. Współzałożyciel Organizacji Ukraińskich Nacjonalistów, na kongresie założycielskim OUN w Wiedniu wybrany członkiem zarządu (prowodu) organizacji. Po konferencji UWO-OUN w Pradze w czerwcu 1930 odsunięty od kierownictwa UWO, jego miejsce zajął Julijan Hołowinskyj. Na przełomie 1930/1931 ponownie w polskim areszcie śledczym. W latach 1931–1933 na emigracji w Wiedniu. W latach 1933–38 mieszkał w USA. W 1938 na wezwanie prowodu OUN powrócił do Wiednia z poleceniem nawiązania kontaktu z czynnikami wojskowymi III Rzeszy.
W maju 1939 r. zaczął tworzyć, w porozumieniu z dowództwem niemieckim, jednostkę wojskową – tzw. Legion Ukraiński, którego był formalnym dowódcą. 15 września 1939 r. wyruszył z Wiednia na front w Galicji Wschodniej, celem jego wyjazdu był najprawdopodobniej konieczność zawrócenia legionistów ukraińskich za San, z powodu mającej nastąpić agresji sowieckiej. Legion Ukraiński doszedł do Stryja (wtedy działania wojenne zostały wstrzymane), a następnie zawrócił na zachód. W proteście przeciwko takiemu potraktowaniu ukraińskiego sojusznika przez Niemców Suszko zrzekł się dowództwa nad Legionem.
W roku 1939 w sporze w OUN opowiedział się po stronie Andrija Melnyka. W latach 1939–1941 mieszkał w Krakowie, działając jako przewodniczący OUN na teren Generalnego Gubernatorstwa. Był przeciwnikiem rozłamu w OUN w 1940, i pozostał wierny Andrijowi Melnykowi. Przyczynił się do powstania Ukraińskiego Komitetu Centralnego, członek delegacji, która udała się w tej sprawie do generalnego gubernatora Hansa Franka.
Po ataku III Rzeszy na ZSRR w lecie 1941 przeniósł się do Lwowa. Jeden ze współorganizatorów 14 Dywizji Grenadierów SS, choć odmówił wejścia do składu dowództwa dywizji. Zginął w zamachu dokonanym prawdopodobnie przez banderowców. Pochowany na Cmentarzu Łyczakowskim.